# Chief Adjuah
Chief aTunde Adjuah (Nueva Orleans, Luisiana; 31 de marzo de 1983), conocido anteriormente como Christian Scott, es un trompetista, compositor y productor de jazz estadounidense. Es sobrino del saxofonista de jazz Donald Harrison. Scott ha ganado en dos ocasiones el Edison Award y ha sido nominado a tres premios Grammy.
Scott es reconocido por su "técnica del susurro", que se destaca por enfatizar la respiración sobre la vibración en la boquilla creando un tono único.

## Primeros años

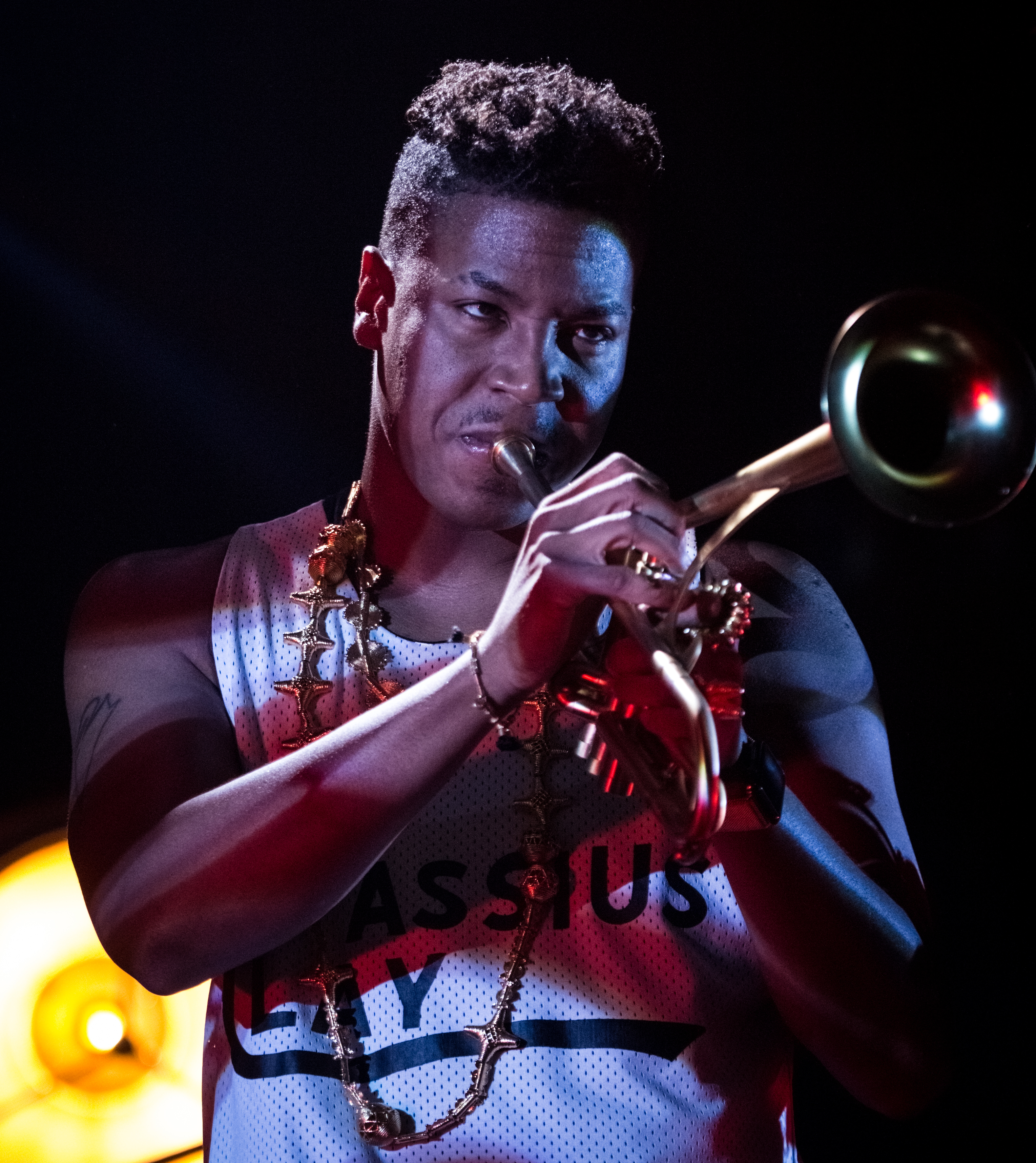
Christian Scott en directo en 2016 en la semana de jazz de Leverkusen

Christian Scott nació el 31 de marzo de 1983 en Nueva Orleans , siendo sus padres Cara Harrison y Clinton Scott III. Tiene un hermano gemelo, el director de cine Kiel Scott. A la edad de 13 años, comenzó con su tío, el saxofonista alto Donald Harrison. A los 14 años fue aceptado en el Centro de Artes Creativas de Nueva Orleans (NOCCA), donde estudió jazz bajo la orientación de los directores de programa Clyde Kerr, Jr. y Kent Jordan.
Tras su graduación en el NOCCA, Scott recibió una beca para asistir al Berklee College of Music en Boston, Massachusetts, donde se graduó en 2004. Entre 2003 y 2004, mientras cursaba en Berklee, formó parte del Berklee Monterey Quartet, y también hizo una grabación como parte del Art:21 student cooperative quintet, estudiando bajo la dirección de Charlie Lewis, Dave Santoro, y Gary Burton. Obtuvo el grado en música profesional especializándose en la producción de música para películas .
Scott fue descubierto por Kenneth Shurtlift,antiguo distribuidor de Concord Records, firmando por la discográfica en 2005.

## Carrera
El debut de Scott con el álbum Rewind That (2006) fue publicado por Concord Records. Recibió una nominación a los Grammy. Scott recibió el Edison Award en 2010 y 2012.
Desde 2002, Scott ha publicado 12 álbumes de estudio y dos grabaciones en directo.
En 2016, Scott ha aparecido también en la serie de la televisión pública Articulate.

## Discografía

### Como líder
- 2002 Christian Scott – Impromp2 Records / Omni American Music
- 2004 Two of a Kind – Nagel Heyer Records con Donald Harrison
- 2006 Rewind That – Concord Records
- 2007 Anthem – Concord Records
- 2008 Live at Newport – Concord Records
- 2010 Yesterday You Said Tomorrow – Concord Records / UMG / OmniAmerican Music
- 2011 Ninety Miles – Concord Picante w/ Stefon Harris y David Sánchez
- 2012 Christian aTunde Adjuah – Concord Records / UMG / OmniAmerican Music
- 2012 Ninety Miles Live at Cubadisco – Concord Picante
- 2015 Stretch Music – Ropeadope/Stretch Music
- 2017 Ruler Rebel – Ropeadope/Stretch Music
- 2017 Diaspora – Ropeadope/Stretch Music[14][15]
- 2017 The Emancipation Procrastination – Ropeadope/Stretch Music[16][15]
- 2019 Ancestral Recall – Ropeadope/Stretch Music

### Discografía adicional
- 1999 Paradise Found – Donald Harrison (productor/trompeta)
- 2001 Real Life Stories – Donald Harrison
- 2003 Karin Williams – Karin Williams
- 2005 Blueprint of a Lady:Sketches of Billie Holiday – Nnenna Freelon
- 2006 Every Road I Walked – Grace Kelly
- 2006 Survivor – Donald Harrison
- 2006 What is Love – Erin Boheme
- 2007 Return From Mecca – X Clan
- 2007 Planet Earth – Prince
- 2008 Blueprints of Jazz, Vol 1 – Mike Clark
- 2008 Charlie Brown TV Themes – David Benoit
- 2008 Global Noize – Global Noize
- 2008 It's Christmas – Ledisi (producer)
- 2011 Tutu Revisited – Marcus Miller
- 2014 Inner Dialogue – Sarah Elizabeth Charles (producer/trumpet)

## Miembros de la Christian Scott Ensemble

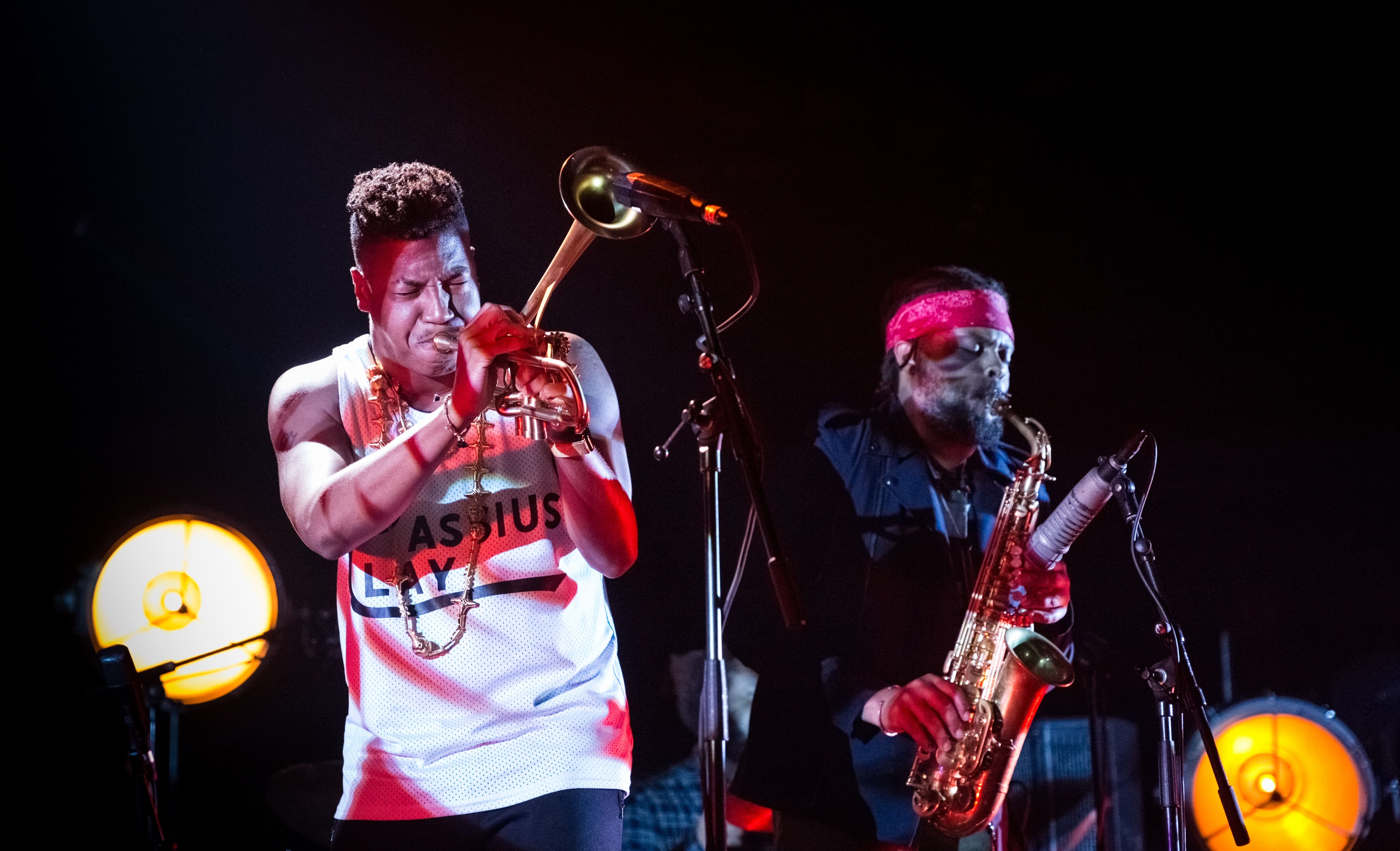
Scott en 2016 en la semana de jazz de Leverkusen

### Actual
- Christian Scott – trompeta, corneta, fliscorno, trombón soprano
- Braxton Cook – saxofón alto.
- Logan Richardson – saxofón alto
- Joe Dyson – percusión, percusión panafricana
- Corey Fonville – percusión
- Weedie Braimah – djembe, conga, bata
- Lawrence Fields – piano
- Kristopher Funn – bajo
- Max Mucha – bajo
- Dominic Minix – guitarra
- Elena Pinderhughes – flauta y vocalista[17][18]

### Anteriores
- Esperanza Spalding – bajo
- Matthew Stevens – guitarra
- Thomas Pridgen – percusión
- Aaron Parks – piano
- Walter Smith III – saxo
- Jamire Williams – batería
- Luques Curtis – bajo
- Zaccai Curtis – piano
- Marcus Gilmore – batería
- Milton Fletcher Jnr – piano
- Benjamin Garrison – guitarra
- Samora Pinderhughes – piano